# Thalía:Mix
Mix o Thalía - Mix es un álbum mix que lanza Thalía en 1993 con Mix del disco Love lanzado en 1992.

## Mix
Thalía después de lanzar Love se dedica a promocionar el disco presentándose en programas de televisión y lanzando sencillos. Hizo un especial de TV llamado LOVE , también realiza LOVE y otras fantasías.

## Canciones
- El Día Del Amor (House Mix)
- Love (1001 Nights Club Mix)
- Sangre (Underground Mix)
- Megamix

- Datos: Q20704744